# Elza
Elza est un prénom hongrois féminin.

## Personnalités portant ce prénom
- Elza Brandeisz (1907-2018), danseuse hongroise.
- Elza Fernandes (1920–1936), militante communiste brésilienne.
- Elza Furtado Gomide (1925-2013), mathématicienne brésilienne.
- Elza Ibrahimova (1938-2012), compositrice azerbaïdjanaise.
- Elza Mayhew, (1916-2004), sculptrice canadienne.
- Elza Radziņa, (1917-2005), actrice lettone.
- Elza Soares, (1930-2022), chanteuse brésilienne.
- Elza van den Heever (1979-), soprano sud-africaine.
- Pour l'ensemble des articles sur les personnes portant ce prénom, consulter :
  - la liste des articles dont le titre commence par ce prénom
  - les listes produites par Wikidata : Liste des personnes de prénom « Elza » — même liste en incluant les éventuels prénoms composés qui contiennent « Elza ».